# Nărtești
Nărtești – wieś w Rumunii, w okręgu Gałacz, w gminie Gohor. W 2011 roku liczyła 744 mieszkańców.